# 吉原拓弥
吉原 拓弥（よしはら たくや、1993年8月26日 - ）は、神奈川県出身の俳優、元子役。バイツ所属。
身長165cm。

## 出演作品

### テレビドラマ
- 日曜劇場 / 恋の時間（2005年、TBS）
- 土曜ドラマ / 受験の神様（2007年、日本テレビ）
- ドラマW→連続ドラマW（WOWOW）
  - 都市伝説セピア 「フクロウ男」（2009年）
  - 夢を与える（2015年）
- 松本清張ドラマスペシャル 顔（2009年、NHK）
- 仮面ライダーW 第17、18話（2010年、テレビ朝日） - 金村有一[2]
- 天装戦隊ゴセイジャー epic20（2010年、テレビ朝日） - 本村拓也
- 北海道放送 創立60周年記念作品「スープカレー」 戸次篇（2012年、HBC）
- 新春ワイド時代劇 / 白虎隊〜敗れざる者たち（2013年、テレビ東京） - 伊東悌次郎
- 遺留捜査 第2話（2013年、テレビ朝日） - 池田洋司
- 天国の恋 第2話（2013年、東海テレビ）
- 土曜ワイド劇場 / 火災調査官・紅蓮次郎 第14作（2014年、テレビ朝日）
- 結婚させてください!!3 「愛とトマト」（2014年、NOTTV）
- 人狼ゲーム ロストエデン（2018年、テレビ埼玉） - 東克彦
- ドラマイズム / 映像研には手を出すな! 第3、6話（2020年、MBSテレビ） - 予算審議委員会運営本部の運営本部長代理

### 映画
- 図鑑に載ってない虫（2007年、日活） - エンドー（少年時代）
- ぼくのおばあちゃん（2008年、キノシタ・マネージメント） - 村田智宏（14歳時）
- 斬〜KILL〜（2008年、デイズ）
- おっぱいバレー（2009年、東映） - 岩崎耕平
- 僕たちのプレイボール（2010年、ゴー・シネマ） - 村田勇平
- 若手映画作家育成プロジェクト 短編映画「おとこのこ」（2010年）
- L♡DK（2014年、東映）
- 月震のかずみ（2014年）
- 暗殺教室（東宝） - 竹林孝太郎
  - 暗殺教室（2015年）
  - 暗殺教室〜卒業編〜（2016年）
- 美しい星（2017年、ギャガ）
- トリガール!（2017年、ショウゲート）
- ぐらんぶる（2020年、ワーナー・ブラザース映画）

### オリジナルビデオ
- 乳酸菌飲料販売員の女（2017年）

### CM
- 栄光ゼミナール 「夏期講習キャンペーン」（2008年）
- バンダイ トレジャーガウスト（2008年）
- ケンタッキー・フライドチキン 「40th Anniversary篇」（2010年）
- 日清食品 カップヌードル OBAKA'S UNIVERSITY（2016年）
  - 「テラ幸子篇」
  - 「大学卒業式篇」

### MV
- 遊助 「とうもろこし」（2014年）
- Mr.Children 「here comes my love」（2018年、トイズファクトリー）

### その他
- REMARKABLE DIRECTOR OF THE YEAR「検索」（2014年）